# Лебедев, Николай Сергеевич (Герой Социалистического Труда)
Николай Сергеевич Лебедев (19 декабря 1934; Тверская область, РСФСР, СССР) — советский токарь-расточник Ленинградского станкостроительного завода им. Я. М. Свердлова Ленинградского станкостроительного производственного объединения им. Я. М. Свердлова Министерства станкостроительной и инструментальной промышленности СССР. Герой Социалистического Труда (1981), «Ветеран труда» (2005).

## Биография
Родился 19 декабря 1934 года в ныне Тверской области СССР. Рос и воспитывался в многодетной крестьянской семье. О матери нет информации, а его отец работал колхозником бригадиром в трудные времена Великой Отечественной войны, затем был в должности председателя сельхозартели.
В 1954 году Лебедев окончил среднюю школу, после пошёл служить в Советскую Армию. После увольнения из Вооруженных Сил в 1958 году поступил на должность токаря-расточника на Ленинградский станкостроительный завод имени Я. М. Свердлова (с 1962 года — головной завод Ленинградского станкостроительного производственного объединения имени Я. М. Свердлова) в городе Ленинград (Санкт-Петербург), затем через некоторое время вступил в КПСС.
Выполнял успешно обработку деталей для крупнопнокопировальных фрезерных станков с числовым программным управлением, где требовалось много филигранного мастерства, отточенной технологии и большой смекалки. Внес такие коррективы в технологию, которые позволили сократить цикл обработки деталей сложных конфигураций в целых 5-6 раз. Тогда в цехе с интересом следили за работой передовых токарей-расточников и брали с них пример, как с Лебедева.
Являлся одним из инициаторов создания в цехе комплексных бригад станочников, работающих на один наряд с оплатой по конечному результату, тем самым внёс так же большой вклад в развитие станкостроительного производства, повышенной эффективности и качества выпускаемого оборудования. Досрочно смог выполнить задания девятого пятилетнего плана.
Свои знания токарного мастерства Лебедев передавал молодежи, являясь наставником 17 молодых токарей — выпускников ПТУ, ставших передовиками производства. Сумел выполнить досрочно задания четырех пятилеток подряд. Трудился на предприятии до выхода на заслуженный отдых. Избирался депутатом Ленинградского городского Совета депутатов, членом Ленинградского обкома КПСС, ЦК профсоюза работников машиностроения и приборостроения.
С 1995 до 2005 года работал механиком в детском саду для слабовидящих детей на Тимуровской ул. в Санкт-Петербурге. Член Комитета Героев Социалистического Труда Санкт-Петербургской общественной организации ветеранов (пенсионеров, инвалидов) войны, труда, Вооруженных сил и правоохранительных органов с 2000 года. Проживает в Санкт-Петербурге.

## Личная жизнь
Супругу Николая Сергеевича Лебедева зовут Галина Ивановна Лебедева, в прошлом 1956 году она закончила учёбу, а потом работала учительницей начальных классов. Вместе занимаются общественной деятельностью. В июне 2023 года отметили 61 год семейной жизни.

## Звания и награды
- Герой Социалистического Труда (Указом Президиума Верховного Совета СССР от 11 марта 1981 года за выдающиеся производственные достижения в выполнении заданий десятой пятилетки и социалистических обязательств и проявленную трудовую доблесть Лебедеву Николаю Сергеевичу присвоено звание Героя Социалистического Труда с вручением ордена Ленина и золотой медали «Серп и Молот».
- Орден Ленина (03.03.1976)
- Орден Ленина (11.03.1981)
- Медаль «Серп и Молот»
- Орден «Знак Почёта»
- Звание «Ветеран труда» (2005)